# Catapodium demnatense
Catapodium demnatense är en gräsart som först beskrevs av Svante Samuel Murbeck, och fick sitt nu gällande namn av René Charles Maire och Marc Weiller. Catapodium demnatense ingår i släktet styvgröen, och familjen gräs. Inga underarter finns listade i Catalogue of Life.